# Ел Тарф (покрајина)
Ел Тарф (арап. ولاية الطارف‎), једна је од 48 покрајина у Народној Демократској Републици Алжир. Покрајина се налази у североисточном делу земље у подножју планинског венца Атласа уз обалу Средоземног мора на граници са Тунисом.
Покрајина Ел Тарф покрива укупну површину од 3.339 km² и има 411.783 становника (подаци из 2008. године). Највећи град и административни центар покрајине је град Ел Тарф.